# 劉大武 (嘉靖進士)
劉大武（1507年—？），字象成，湖廣荊州府江陵縣人，民籍，明朝政治人物。

## 生平
湖廣鄉試第十五名舉人。嘉靖十七年（1538年）中式戊戌科會試第一百三名，登第三甲第一百一十名進士。

## 家族
曾祖劉遂；祖父劉永寧；父劉鵬，母張氏。具庆下。弟大本、大章、大和。